# Holzkirchen der Karpatenregion in Polen und der Ukraine
Die Holzkirchen der Karpatenregion in Polen und der Ukraine sind 16 ostkatholische oder griechisch-orthodoxe Kirchen (polnisch cerkwie; ukrainisch Церква, Zerkwa „Kirche“) in den nördlichen Karpaten im heutigen Süd-Polen und der westlichen Ukraine, die in der Zeit zwischen dem 16. und 19. Jahrhundert errichtet und am 21. Juni 2013 in die Liste des UNESCO-Welterbes aufgenommen wurden.

## Liste der Holzkirchen
| Bild | Name (polnisch/ukrainisch)                                                             | Ort                                                                      | Besonderheiten |
| ---- | -------------------------------------------------------------------------------------- | ------------------------------------------------------------------------ | --- |
|      | Św. Paraskewy Св. Параскеви                                                            | Radruż 50° 10′ 35,3″ N, 23° 24′ 3,3″ O Woiwodschaft Karpatenvorland      | Kirche Sankt Paraskeva, heute ein Museum für die Kultur der ostpolnischen Grenzgebiete                                                           |
|      | Narodzenia Przenajświętszej Bogurodzicy Різдва Пресвятої Богородиці                    | Chotyniec 49° 57′ 10,7″ N, 23° 0′ 10″ O Woiwodschaft Karpatenvorland     | Kirche zur Geburt der heiligen Jungfrau Maria (ukrainisch griechisch-katholisch)                                                                 |
|      | Św. Michała Archanioła Архангела Михаїла                                               | Smolnik 49° 12′ 34,7″ N, 22° 41′ 16″ O Woiwodschaft Karpatenvorland      | Kirche des Erzengels Michael (ukrainisch griechisch-katholisch)                                                                                  |
|      | Św. Michała Archanioła Архангела Михаїла                                               | Turzańsk 49° 22′ 9,1″ N, 22° 7′ 44,2″ O Woiwodschaft Karpatenvorland     | Kirche des Erzengels Michael (polnisch-orthodox)                                                                                                 |
|      | Św. Jakuba св. Якова                                                                   | Powroźnik 49° 22′ 11″ N, 20° 57′ 1,5″ O Woiwodschaft Kleinpolen          | Jakobuskirche (ursprünglich ukrainisch griechisch-katholisch, seit der "Aktion Weichsel" Kirche mit lateinischem Ritus)                          |
|      | Opieki Matki Bożej Покрови Пресвятої Богородиці                                        | Owczary 49° 35′ 19″ N, 21° 11′ 28″ O Woiwodschaft Kleinpolen             | Kirche zur Fürsorge der Jungfrau Maria (ursprünglich ukrainisch griechisch-katholisch, seit der "Aktion Weichsel" Kirche mit lateinischem Ritus) |
|      | Św. Paraskewy Св. Параскеви                                                            | Kwiatoń 49° 30′ 4,8″ N, 21° 10′ 21,7″ O Woiwodschaft Kleinpolen          | Kirche Sankt Parasekeva (ursprünglich ukrainisch griechisch-katholisch, seit der "Aktion Weichsel" Kirche mit lateinischem Ritus)                |
|      | Św. Michała Archanioła Архангела Михаїла                                               | Brunary 49° 32′ 2″ N, 21° 1′ 56″ O Woiwodschaft Kleinpolen               | Kirche des Erzengels Michael (ursprünglich ukrainisch griechisch-katholisch, seit der "Aktion Weichsel" Kirche mit lateinischem Ritus)           |
|      | Св. Духа Św. Ducha                                                                     | Potelytsch 50° 12′ 31″ N, 23° 33′ 3″ O Oblast Lwiw                       | Kirche zur Entsendung des Heiligen Geistes (Pfingstkirche) (griechisch-orthodox)                                                                 |
|      | Церква Св. Дмитра (Собору Пресвятої Богородиці) Św. Dymitra (Najświętszej Bogurodzicy) | Matkiw 48° 54′ 55,7″ N, 23° 6′ 32″ O Oblast Lwiw                         | Demetrioskirche (griechisch-katholisch) |
|      | святої Трійці Św. Trójcy                                                               | Schowkwa 50° 3′ 19,2″ N, 23° 58′ 56″ O Oblast Lwiw                       | Dreifaltigkeitskirche (griechisch-katholisch) |
|      | Св. Юра Św. Jerzego                                                                    | Drohobytsch 49° 20′ 51,9″ N, 23° 29′ 58,8″ O Oblast Lwiw                 | St. Georgskirche (griechisch-orthodox) |
|      | Св. Духа Św. Ducha                                                                     | Rohatyn 49° 24′ 37″ N, 24° 36′ 10,5″ O Oblast Iwano-Frankiwsk            | Kirche zur Entsendung des Heiligen Geistes (Pfingstkirche) (griechisch-orthodox)                                                                 |
|      | Різдва Пресвятої Богородиці Narodzenia Przenajświętszej Bogurodzicy                    | Nyschnij Werbisch 48° 29′ 55,2″ N, 25° 0′ 41,3″ O Oblast Iwano-Frankiwsk | Kirche zur Geburt der Jungfrau Maria (griechisch-orthodox)                                                                                       |
|      | Вознесіння Господнього Wniebowstąpienia Pańskiego                                      | Jassinja 48° 16′ 30″ N, 24° 21′ 11″ O Oblast Transkarpatien              | Kirche der Auferstehung des Herrn (griechisch-orthodox)?/(ruthenisch griechisch-katholisch)                                                      |
|      | Архангела Михаїла Św. Michała Archanioła                                               | Uschok 48° 59′ 1,5″ N, 22° 51′ 15,6″ O Oblast Transkarpatien             | Kirche des Erzengels Michael (ukrainisch-orthodox (MP))                                                                                          |